# Doko (Benin)
Doko ist ein Arrondissement im Département Couffo im westafrikanischen Staat Benin. Es ist eine Verwaltungseinheit, die der Gerichtsbarkeit der Kommune Toviklin untersteht.

## Demografie und Verwaltung
Gemäß der Volkszählung 2013 des beninischen Statistikamtes INSAE hatte das Arrondissement 16.642 Einwohner, davon waren 7708 männlich und 8934 weiblich.
Von den 65 Dörfern und Quartieren der Kommune Toviklin entfallen neun auf Doko:
1. Djidowanou
2. Djouganmè
3. Djouvimè
4. Doko Centre
5. Gboyizounhoué
6. Klémè
7. Nanonmè
8. Tchouléhoudji
9. Zohoudji